# Hu Jintao
Hú Jǐntāo (pinyin: Hú Jǐntāo, kinesisk: 胡錦濤, født 21. december 1942 i Taizhou, Jiangsu, Kina) var Kinas øverste leder fra 2002 til 2012. Han var generalsekretær for Kinas kommunistiske parti og dermed Folkerepublikken Kinas præsident.
Han var generalsekretær i partiet fra den 15. november 2002, og efterfulgte Jiang Zemin som landets præsident den 15. marts 2003. Han blev efterfulgt af Xi Jinping.
Hu Jintao er uddannet som hydrualikingeniør fra Tsinghua-universitetet i 1965. Ifølge officielle biografier skal han være i besiddelse af en fotografisk hukommelse. Politisk er han moderat og forsigtig. Han tilbragte det meste af sin tidligere karriere i de fattigere provinser, og var derfor ukendt for vestlige analytikere indtil, at han uventet blev præsident. Selv som præsident har han været ganske privat – og har således aldrig givet et interview.
Da han kun var 39 år gammel, blev han i 1982 det yngste medlem af Centralkomiteen for det kinesiske kommunistparti.

## Liv og gerning

### Baggrund, tidlig karriere
Hu Jintaos hjemstavn i Kina er Jixi i provinsen Anhui.
Hu Jintao er uddannet som hydraulisk ingeniør ved Tsinghuauniversitetet i Beijing i 1964 og blev medlem af kommunistpartiet. Han tilbragte størstedelen af sin tidligere karriere i de fattigere provinser og var derfor ukendt for vestlige analytikere, da han blev præsident.
Mellem 1974 og 1982 blev Hu Jintao sendt til Gansu-provinsen under kulturrevolutionen og blev vicepræsident for provinsens konstruktionskomité. I 1981-1982 gik han på Den Centrale Partiskole, hvor han blev kendt med Deng Xiaopings datter. Fra 1982 til 1984 var han præsident i Kinas ungdomsføderation.

### Partisekretær i Guizhou, så Tibet
Fra 1985 til 1988 var han partisekretær i Guizhou-provinsen. I 1987 udbrød der studenterprotester der; dem håndterede han med nænsomhed.
Fra 1988 til 1992 var han partisekretær for Tibets kommunistparti. Han slog hårdt ned mod demonstrationer og indførte undtagelsestilstand i 1989. Hundredvis af mennesker blev anholdt og et stort antal blev myrdet. I 1993 blev han præsident for Den centrale partiskole.

### Medlem af Politbureauet
Fra 1992 var Hu medlem af Det kinesiske kommunistpartis politbureaus stående komite. I 1993 blev han leder for Centralkomiteens partiskole. Samtidig arbejdede han i Politbureauets sekretariat og beskæftigede sig dermed med organets daglige virke. Han havde særlig med offentlighedsarbejdet at gøre, med ansvar for hvordan præsidenten blev præsenteret i massemedierne.
Da medlemmerne for den såkaldte anden ledelsesgeneration i kommunistpartiet, som for eksempel Deng Xiaoping, forberedte sig på at overlade magten til en ny generation, begyndte man også at rådslå om hvem, som kunne forberedes til den efterfølgende ledelsesetape. Derved blev Hu allerede i 1992 udset af Deng, på forslag af Song Ping, som partilederemne. Også Hu Yaobang var for dette, og dermed blev Hu Jintaos vej til det øverste ledelseslag gjort klar.
I 1998 blev Hu udnævnt til vicepræsident. Efter som den daværende præsident Jiang Zemin ønskede, at Hu skulle spille en vigtigere rolle i udenrigspolitikken, blev det Hu, som i 1999 udtalte sig mod den amerikanske bombning av den kinesiske ambassade i Beograd.
Hu blev den 15. november 2002 valgt til kommunistpartiets generalsekretær.

### Præsidentskab
Den 15. marts 2003 blev Hu Jintao valgt til præsident for Folkerepublikken Kina af Den nationale folkekongres. Dermed blev han ubestridt Kinas centrale og øverste leder. I 2004 blev Hu tillige leder for Folkets Befrielseshærs centrale militærkommission.
I 2004 beordrede Hu Jintao opførelse af "Den store mur i luften", som skulle hindre kineserne i udenlandsk radiolytning. I 2006 slog han ned på demonstrationer i Tibet. Han beordrede kontrol af liberal presse og satte 32 journalister i fængsel. En journalist blev dræbt af kinesisk politi.
Hu Jintao blev i 2006 den første kinesiske præsident, som besøgte Indien i ti år.
I en programmatisk tale i forbindelse med det kinesiske kommunistpartis 17. nationale partikongres den 14. oktober 2007 gik Hu Jintao ind for en en mere retfærdig velstandsfordeling og en satsning på miljøbeskyttelse.
Den 15. marts 2008 blev Hu genvalgt til statspræsident af Den 11. nationale folkekongres med 99,7 % af stemmerne, som altid var der ingen modkandidater.
I november 2010 rangerede Forbes Magazine ham som verdens mægtigste person.
Under Hu Jintao var der i Danmark det første officielle besøg af et kinesisk statsoverhoved i Danmark nogensinde.
Det skete den 14.-16. juni 2012 medens Helle Thorning-Schmidt var dansk statsminister.

## Personlig
Hu er gift med Liu Yongqing, som han mødte på Tsinghuauniversitetet. De har to børn, Hu Haifeng og Hu Haiqing. Hu var den første topleder for Folkerepublikken Kina, som talte standardkinesisk uden særlig regional accent. Han anses for at have fotografisk hukommelse, hvilket blev bemærket allerede i skoletiden.